# Frédéric Randriamamonjy
Frédéric Randriamamonjy (Mandialaza, 25 maggio 1932 – 9 aprile 2025) è stato un politico, diplomatico e scrittore malgascio.

## Biografia
Figlio di un pastore protestante, svolse i propri studi in Madagascar e in Francia. Iniziò a insegnare nel 1958 presso la scuola protestante di Ambatonakanga e in seguito si spostò ad Antananarivo. Tra il 1976 e il 1986 fu ambasciatore del Madagascar a Mosca con giurisdizione su Repubblica Democratica Tedesca, Polonia, Cecoslovacchia, Ungheria e Bulgaria. Nel 1993 fu eletto deputato di Antananarivo, carica che mantenne fino al 1998, e dal 1994 divenne membro dell'Accademia malgascia.

## Opere
- Tantaran' i Madagasikara isam-paritra tradotto in francese (Histoire des region de Madagascar des origines à la fin du 19 siécle)
- Tantaran' i Madagasikara isam-paritra 1895-2002 tradotto in francese (Histoire de Madagascar 1895-2002)